# Cottereau

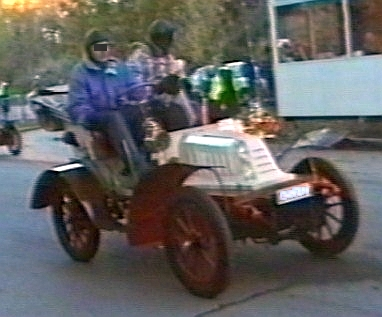
Cottereau von 1902

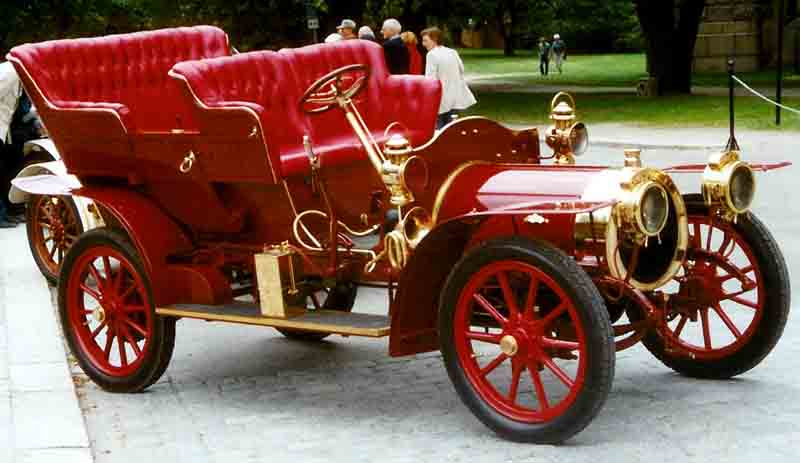
Cottereau von 1906

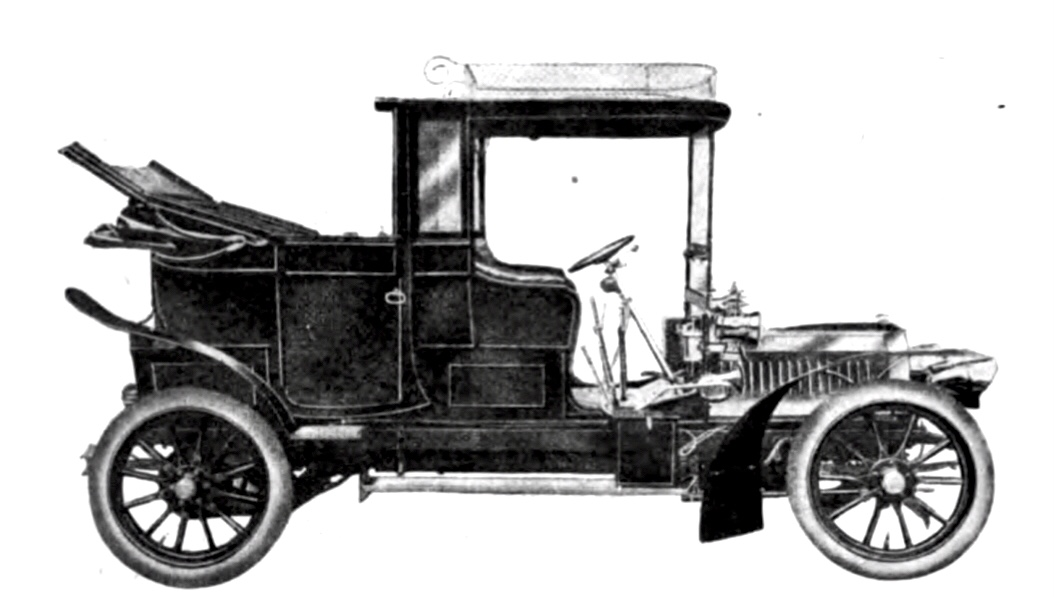
Cottereau 18 HP von 1906

Cottereau et Cie war ein französischer Hersteller von Automobilen und Fahrrädern.

## Unternehmensgeschichte
Der Radrennfahrer Louis Cottereau und sein Bruder Henri Cottereau gründeten 1891 in Dijon das Unternehmen zur Fahrradproduktion und begannen 1898 mit dem Bau von Automobilen. 1911 wurde das Unternehmen in Constructions Industrielles Dijonaises umbenannt und die Fahrzeuge fortan als CID vermarktet.

## Fahrzeuge
Das erste Modell besaß einen luftgekühlten V2-Motor mit 1272 cm³ Hubraum und 5 PS Leistung. Es folgten die Modelle 3 ½ CV und die Vierzylindermodelle 10 CV und 20 CV. 1903 kam das Einzylindermodell 5 CV dazu, und 1904 ein Dreizylindermodell mit 2500 cm³ Hubraum. 1906 gab es unter anderen die Modelle 8 CV, 12/14 CV und einen Sechszylinder-Rennwagen mit 18.300 cm³ Hubraum. Der 12 CV hatte einen Zweizylindermotor mit 1701 cm³ Hubraum aus 95 mm Bohrung und 120 mm Hub. Der Radstand betrug 2261 mm, die Spurweite 1181 mm. Die Bereifung hatte einen Durchmesser von 760 mm mit einer Breite von 90 mm. 1908 kam das Vierzylindermodell 22/26 CV mit 4200 cm³ Hubraum dazu, und 1910 das Einzylindermodell 9 CV.
Fahrzeuge dieser Marke sind im Musée Henri Malartre in Rochetaillée-sur-Saône und in Autoworld Brussels in Brüssel zu besichtigen.